# Andlersdorf
Andlersdorf je obec v rakouské spolkové zemi Dolní Rakousy, v okrese Gänserndorf.
V roce 2013 zde žilo 133 obyvatel. [zdroj⁠?!]